# Alluandella himalayensis
Alluandella himalayensis är en bönsyrseart som beskrevs av Frederic Henry Gravely 1920. Alluandella himalayensis ingår i släktet Alluandella och familjen Mantidae. Inga underarter finns listade i Catalogue of Life.